# Rotationskörper
Rotationskörper wird in der Geometrie ein Körper genannt, dessen Oberfläche durch Rotation einer erzeugenden Kurve um eine Rotationsachse gebildet wird (siehe Rotationsfläche). Die Rotationsachse wird auch Figurenachse genannt. Die Kurve liegt dabei in einer Ebene, und auch die Achse liegt in ebenderselben. Ein bekannter Rotationskörper ist der Torus. Er wird durch die Rotation eines Kreises gebildet. Auch Kegel und Zylinder sind Rotationskörper.
Das Volumen und die Oberfläche werden mit den sogenannten Guldinschen Regeln (benannt nach dem Mathematiker und Astronomen Paul Guldin) errechnet. Bereits in der Antike waren diese als Baryzentrische Regeln oder Zentrobarische Regel bekannt und wurden vom griechischen Mathematiker Pappos von Alexandria beschrieben.

Darstellung der Rotation einer Sinuskurve

## Berechnung des Volumens eines Rotationskörpers
Falls die erzeugende Kurve die Drehachse schneidet, ist zu überlegen, ob die entsprechenden Teilvolumina als positive oder negative Beiträge zum Gesamtvolumen gezählt werden sollen.

### Rotation um diex-Achse
Für einen Rotationskörper, der durch Rotation der Fläche, die durch den Graphen der Funktion {\displaystyle f} im Intervall {\displaystyle [a,b]}, die {\displaystyle x}-Achse und die beiden Geraden {\displaystyle x=a} und {\displaystyle x=b} begrenzt wird, um die {\displaystyle x}-Achse entsteht, lautet die Formel zur Volumenberechnung:
{\displaystyle V=\pi \cdot \int _{a}^{b}(f(x))^{2}\mathrm {d} x}

### Rotation um diey-Achse

#### 1. Fall: „disc integration“

Disc integration

Bei Rotation (um die {\displaystyle y}-Achse) der Fläche, die durch den Graphen der Funktion {\displaystyle f} im Intervall {\displaystyle [a,b]}, die {\displaystyle y}-Achse und die beiden Geraden {\displaystyle y=f(a)} und {\displaystyle y=f(b)} begrenzt wird, muss man {\displaystyle y=f(x)} umformen zur Umkehrfunktion {\displaystyle x=f^{-1}(y)}. Diese existiert, wenn {\displaystyle f} stetig und streng monoton ist. Falls nicht (wie z. B. im Bild rechts oben), lässt sich {\displaystyle f} vielleicht in Abschnitte zerlegen, in denen {\displaystyle f} jeweils stetig und streng monoton ist. Die zu diesen Abschnitten gehörenden Volumina müssen dann separat berechnet und addiert werden.
{\displaystyle V=\pi \cdot \int _{\min(f(a),f(b))}^{\max(f(a),f(b))}(f^{-1}(y))^{2}\mathrm {d} y}
Wenn man hier {\displaystyle y=f(x)} substituiert, erhält man mithilfe der Substitutionsregel für Integrale für das Volumen um die {\displaystyle y}-Achse
{\displaystyle V=\pi \cdot \int _{\min(a,b)}^{\max(a,b)}x^{2}\mathrm {d} y=\pi \cdot \int _{\min(a,b)}^{\max(a,b)}x^{2}\cdot \left|f'(x)\right|\mathrm {d} x}.
Der Absolutwert von {\displaystyle f'} und die min/max-Funktionen in den Integralgrenzen sichern ein positives Integral.

#### 2. Fall: „shell integration“ (Zylindermethode)

Shell integration

Bei Rotation (um die {\displaystyle y}-Achse) der Fläche, die durch den Graphen der Funktion {\displaystyle f} im Intervall {\displaystyle [a,b]}, die {\displaystyle x}-Achse und die beiden Geraden {\displaystyle x=a} und {\displaystyle x=b} begrenzt wird, gilt die Formel:
{\displaystyle V=2\pi \,\int _{a}^{b}x\,f(x)\,\mathrm {d} x}

## Guldinsche Regeln
Die beiden guldinschen Regeln, benannt nach dem Schweizer Mathematiker Paul Guldin, verkürzen Oberflächen- und Volumenberechnungen von Rotationskörpern enorm, falls sich die Linien- oder Flächenschwerpunkte der rotierenden Objekte unter Ausnutzen der Symmetrien der jeweiligen Aufgabe einfach erkennen lassen (s. u. Torus-Beispiele).
Bezeichnungen:
{\displaystyle M} = Oberfläche
{\displaystyle V} = Rauminhalt
{\displaystyle L} = Länge der erzeugenden Linie (Profillinie)
{\displaystyle A} = Flächeninhalt der erzeugenden Fläche
{\displaystyle R} = Radius des Schwerpunktkreises
{\displaystyle r} = Radius des rotierenden Kreises (Torus-Beispiele)

### Erste Regel
Der Flächeninhalt {\displaystyle M} der Mantelfläche eines Rotationskörpers, dessen Rotationsachse die erzeugende Linie nicht schneidet, ist gleich dem Produkt aus der Länge der erzeugenden Linie (Profillinie) und dem Umfang des Kreises (Schwerpunktkreis), der durch die Rotation des Linienschwerpunktes der Profillinie erzeugt wird:
{\displaystyle M=L\cdot 2\pi R}
Ausgedrückt in Abhängigkeit von der Funktion {\displaystyle f} der erzeugenden Linie ergibt sich der Flächeninhalt als:

#### Bei Rotation um diex-Achse
{\displaystyle M=2\pi \int _{a}^{b}f(x){\sqrt {1+\left[f'(x)\right]^{2}}}\mathrm {d} x}
Mit {\displaystyle \textstyle R=y_{s}={\frac {1}{L}}\int _{L}y\mathrm {d} L} als {\displaystyle y}-Koordinate des Linienschwerpunktes der Linie {\displaystyle L} und ihrem Linienelement {\displaystyle \mathrm {d} L} findet man
{\displaystyle M=L\cdot 2\pi R=L\cdot 2\pi \cdot {\frac {1}{L}}\int _{L}f(x)\mathrm {d} L=2\pi \int _{L}f(x)\mathrm {d} L},
was das obige Ergebnis darstellt, wenn noch {\displaystyle \textstyle \mathrm {d} L={\sqrt {(\mathrm {d} x)^{2}+(\mathrm {d} y)^{2}}}={\sqrt {1+\left({\frac {\mathrm {d} y}{\mathrm {d} x}}\right)^{2}}}\mathrm {d} x} mit den {\displaystyle x}-Intervallgrenzen {\displaystyle [a,b]} eingesetzt wird.

#### Bei Rotation um diey-Achse
{\displaystyle M=2\pi \int _{\min(f(a),f(b))}^{\max(f(a),f(b))}f^{-1}(y){\sqrt {1+\left[\left(f^{-1}(y)\right)'\right]^{2}}}\mathrm {d} y}
Wie oben bei der Volumenberechnung muss auch hier gegebenenfalls die Rechnung für die stetigen und streng monotonen Abschnitte von {\displaystyle f(x)}, in denen die Umkehrfunktion existiert, separat durchgeführt werden.
Beispiel: Oberfläche eines Rotationstorus:
{\displaystyle M=2\pi r\cdot 2\pi R=4\pi ^{2}rR}
Siehe auch: Mantelfläche

### Zweite Regel
Das Volumen eines Rotationskörpers ist gleich dem Produkt aus dem Flächeninhalt der erzeugenden Fläche und dem Umfang des Kreises, der durch die Rotation des Flächenschwerpunktes dieser Fläche erzeugt wird:
{\displaystyle V=A\cdot 2\pi R}
Im Folgenden wird die Rotation einer Fläche um die {\displaystyle x}-Achse betrachtet, der Fall einer gekippten Rotationsachse lässt sich durch Koordinatentransformation erreichen. Im Fall der Rotation um die {\displaystyle x}-Achse einer Fläche zwischen {\displaystyle f(x)}, der {\displaystyle x}-Achse und den Grenzen {\displaystyle x=a} und {\displaystyle x=b} ergibt sich das Volumen ausgedrückt durch {\displaystyle f(x)} mit {\displaystyle R} als Flächenschwerpunkt zu
{\displaystyle V=A\cdot 2\pi {\tfrac {1}{A}}\int _{A}y\mathrm {d} A=\pi \cdot \int _{a}^{b}(f(x))^{2}\mathrm {d} x}
mit {\displaystyle y={\tfrac {f(x)}{2}}} und {\displaystyle \mathrm {d} A=f(x)\mathrm {d} x}.
Beispiel: Volumen eines Rotationstorus:
{\displaystyle V=\pi r^{2}\cdot 2\pi R=2\pi ^{2}r^{2}R}

## Parameterform
Wenn eine Kurve durch ihre Parameterform {\displaystyle (x(t),y(t))} in einem Intervall {\displaystyle [a,b]} definiert wird, sind die Volumina der Körper, die durch Drehen der Kurve um die x-Achse oder die y-Achse erzeugt werden, gegeben durch
{\displaystyle V_{x}=\int _{a}^{b}\pi y^{2}\,{\frac {\mathrm {d} x}{\mathrm {d} t}}\,\mathrm {d} t}
{\displaystyle V_{y}=\int _{a}^{b}\pi x^{2}\,{\frac {\mathrm {d} y}{\mathrm {d} t}}\,\mathrm {d} t}
Der Oberflächeninhalt dieser Körper ist gegeben durch
{\displaystyle M_{x}=\int _{a}^{b}2\pi y\,{\sqrt {\left({\frac {\mathrm {d} x}{\mathrm {d} t}}\right)^{2}+\left({\frac {\mathrm {d} y}{\mathrm {d} t}}\right)^{2}}}\,\mathrm {d} t}
{\displaystyle M_{y}=\int _{a}^{b}2\pi x\,{\sqrt {\left({\frac {\mathrm {d} x}{\mathrm {d} t}}\right)^{2}+\left({\frac {\mathrm {d} y}{\mathrm {d} t}}\right)^{2}}}\,\mathrm {d} t}

## Keplersche Fassregel
Die Keplersche Fassregel gibt
{\displaystyle V={\frac {h}{6}}\cdot \left(q(0)+4q\left({\frac {h}{2}}\right)+q(h)\right)}
als Näherungswert für das Volumen eines Körpers, dessen Querschnittsfläche an drei Stellen bekannt ist, an. Ist der Körper ein Rotationskörper, so gilt bei Rotation um die {\displaystyle x}-Achse:
{\displaystyle V=\pi \cdot \int _{a}^{b}(f(x))^{2}\mathrm {d} x}
{\displaystyle \approx \pi {\frac {b-a}{6}}\cdot \left((r(a))^{2}+4\left(r\left({\frac {a+b}{2}}\right)\right)^{2}+(r(b))^{2}\right)}